# Rhododendron hirsutipetiolatum
Rhododendron hirsutipetiolatum là một loài thực vật có hoa trong họ Thạch nam. Loài này được A.L. Chang & R.C. Fang miêu tả khoa học đầu tiên năm 1983.